# ماسايا ناكاهارا
ماسايا ناكاهارا (باليابانية: 中原昌也) هو موسيقي وناقد سينمائي وروائي وممثل ياباني، ولد في 4 يونيو 1970 في اليابان. من الجوائز التي نالها جائزة يوكيو ميشيما ‏ سنة 2001.

## جوائز
- جائزة يوكيو ميشيما [الإنجليزية]‏ (2001)

## وصلات خارجية
- ماسايا ناكاهارا على موقع IMDb (الإنجليزية)
- ماسايا ناكاهارا على موقع روتن توميتوز (الإنجليزية)
- ماسايا ناكاهارا على موقع ميوزك برينز (الإنجليزية)
- ماسايا ناكاهارا على موقع ميوزك برينز (الإنجليزية)
- ماسايا ناكاهارا على موقع ميوزك برينز (الإنجليزية)
- ماسايا ناكاهارا على موقع ديسكوغز (الإنجليزية)
- ماسايا ناكاهارا على موقع ديسكوغز (الإنجليزية)
- ماسايا ناكاهارا على موقع ديسكوغز (الإنجليزية)
- ماسايا ناكاهارا على موقع قاعدة بيانات الفيلم (الإنجليزية)